# تپه اراز محمد آخوند
تپه اراز محمد آخوند مربوط به پیش از دوران‌های تاریخی پس از اسلام است و در شهرستان آزادشهر، بخش مرکزی، روستای اراز محمد آخوند واقع شده و این اثر در تاریخ ۳۰ تیر ۱۳۸۴ با شمارهٔ ثبت ۱۲۲۴۸ به‌عنوان یکی از آثار ملی ایران به ثبت رسیده است.